# Avon
Avon Products, Inc. este o companie de vânzări directe, producătoare de cosmetice, parfumuri, bijuterii și jucării din Statele Unite, înființată în anul 1886. Avon este o companie de multi-level marketing și este prezentă în peste 135 de țări. Președintele și CEO al Avon Products, Inc. este, din 1999, Andrea Jung.
Printre produsele Avon se numără produse de make-up, de îngrijire a tenului, a pielii și a părului, parfumuri, precum și bijuterii. Inițial compania se adresa publicului feminin dar și-a extins oferta și la produse pentru bărbați și pentru copii.
Număr de angajați în 2009: 42.005
Rezultate financiare: (miliarde USD)
| An               | 2008 | 2007 | 2006 | 2005 | 2004 |
| ---------------- | ---- | ---- | ---- | ---- | ---- |
| Cifra de afaceri | 10,6 | 9,9  | 8,7  | 8,1  | 7,7  |
| Venit net        | 0,8  | 0,5  | 0,4  | 0,8  | 0,8  |

## Acțiuni filantropice
Corporația Avon este implicată în acțiuni filantropice, centrate în general pe violența domestică, împuternicirea femeilor și lupta împotriva cancerului la sân. Încă din 1992 Avon s-a implicat, la nivel global, inițiind un program de combatere și prevenire a cancerului la sân și afirmându-se ca lider în acest domeniu. Pentru această cauză s-au colectat și s-au donat până în prezent 400 de milioane de dolari cu care s-au finanțat programe specializate în prevenirea și tratarea bolii în peste 50 de țări. În Romania, Avon, alături de sutele de mii de femei care au sprijinit campania prin cumpararea produselor dedicate strângerii de fonduri, a donat până acum aparatură în valoare de peste 550.000 de dolari către importante institute oncologice din România. Campania s-a inaugurat pe plan local în 2002 cu mesajul O simplă atingere îți poate salva viața. În 2003, cei 60.000 USD strânși au fost donați Institutului Oncologic București "Prof. Dr. Al. Trestioreanu". În 2005 a urmat o donație de 300.000 USD către Institutul Oncologic Ion Chiricuță din Cluj și s-a inaugurat primul marș roz din România, care s-a încheiat cu fundiță umană de culoare roz, emblema campaniei. În 2006 s-au donat 107.000 USD către IOB, donație constând în dotarea completă cu echipamente medicale a unui laborator de imunohistochimie.
Mesajul campaniei devine, în 2006, 1 din 8 femei și pledează în favoarea diagnosticării precoce a cancerului la sân și a responsabilității privind grija pentru propria persoană. În urma campaniei de comunicare complexe și neconvenționale, evenimentele de stradă organizate în toată țara pe 1 octombrie a adunat mii de oameni, iar notorietatea mesajelor campaniei a ajuns la o medie națională de 71%.
Campania 1 din 8 femei a câștigat premiul Best Innovative Media la festivalul AD’OR și a apărut în 49 de țări ca studiu de caz și pe coperta revistei britanice Cream Magazine, fiind selectată din peste 100 de proiecte din toată lumea pentru creativitate în media. În iunie 2007, campania a fost premiată cu un leu de argint la festivalul Cannes-Lion, la categoria “Cea mai bună campanie socială”, acesta fiind primul premiu câștigat vreodată de România în această competiție internațională.

## Avon în România
Avon Cosmetics România a fost înregistrată la data de 4 septembrie 1997, pornind cu un capital social 100% american, de 1 milion de dolari.
Compania a pornit de la 6 zone care acopereau orașul București, ajungând în prezent la 96 de zone la nivelul întregii țări.
Astăzi, Avon România are un centru de distribuție în București, la Chiajna, de unde se livrează produse în România, Bulgaria, Moldova, Albania și Macedonia.
Broșura Avon este cea mai citită publicație de beauty din România, cu un tiraj de peste 700.000 de exemplare.
Avon a stabilit record după record și a devenit un model pentru alte țări, fapt dovedit și prin premiile câștigate pe parcursul anilor:
- Premiul pentru creșterea numărului de clienți-2001,2002,2004;
- Premiul pentru vânzarea de parfumuri-2002,2005;
- Premiul David McConnell-2004;
- Premiul Deschizătorilor de drumuri-2004,2005,2006;
- Premiul pentru brandul Anew-2004;
- Premiul pentru vânzarea de produse pentru îngrijirea tenului-2003;

A ajuns un nume important pe piața produselor cosmetice în România, mai întâi în vânzare directă, iar apoi în competiție cu toate firmele de cosmetice. Drept urmare, în 2001 a câștigat poziția de LIDER PE PIAȚĂ, poziție pe care a consolidat-o începând de atunci.
În 2010 a fost lansată “Cartea dragostei Avon” de ALICE NĂSTASE.
Cifra de afaceri:
| Anul          | 2008 | 2007  | 2006  | 2005 | 2003     | 2002   | 2000     |
| ------------- | ---- | ----- | ----- | ---- | -------- | ------ | -------- |
| milioane euro | 113  | 115,6 | 101,1 | 106  | 67,8 ($) | 36 ($) | 13,3 ($) |